# Paraconsistente logica
Een paraconsistente logica is een logica die tegenstrijdigheden niet verwerpt. Ook kan men onder paraconsistente logica de wetenschap verstaan die zich met het bestuderen van paraconsistente logica's bezighoudt.

## Achtergrond
In de klassieke logica, alsook in andere logica's zoals intuïtionistische logica, geldt, dat men uit een tegenspraak elke gewenste uitspraak kan afleiden. Deze regel staat bekend onder de Latijnse naam ex falso sequitur quod libet. Dit maakt zulke logica's niet geschikt om met tegenstrijdige informatie te redeneren, terwijl dit in veel gevallen wel gewenst is.

## Definitie
Een paraconsistente logica verwerpt de "ex falso sequitur quodlibet"-regel (EFSQ). In die zin is een paraconsistente logica dus zwakker dan de klassieke logica; je hebt immers minder redeneerregels tot je beschikking.
De EFSQ-regel kan echter op verschillende manier uit andere regels worden afgeleid, die elk intuïtief waar lijken te zijn. Zo moet in een paraconsistente logica ten minste een van de volgende regels worden verboden:
| Disjunctie-introductie:         | {\displaystyle A\vdash A\lor B}                                      |
| Disjunctief syllogisme:         | {\displaystyle A\lor B,\neg A\vdash B}                               |
| Transitiviteit:                 | {\displaystyle \Gamma \vdash A;A\vdash B\Rightarrow \Gamma \vdash B} |
| Elimineren van dubbele negatie: | {\displaystyle \neg \neg A\vdash A}                                  |

Bovendien kan de EFSQ-regel worden afgeleid, als de volgende drie regels aanwezig zijn:
| Bewijs uit het ongerijmde:      | {\displaystyle A\to (B\wedge \neg B)\vdash \neg A} |
| Verzwakking:                    | {\displaystyle A\vdash B\to A}                     |
| Elimineren van dubbele negatie: | {\displaystyle \neg \neg A\vdash A}                |

Uit elk van de bovenstaande lijstjes, moet dus ten minste een van de redeneerregels worden verwijderd. Aangezien de "Elimineren van dubbele negatie"-regel in beide lijstjes aanwezig is, lijkt dit een goede kandidaat om te verbieden. Zonder deze regel kunnen uit een tegenspraak echter nog steeds alle negatieve proposities, dat wil zeggen proposities die de waarheid van een andere propositie ontkennen, worden afgeleid.
Verschillende paraconsistente logica's verwijderen verschillende van de boven genoemde regels. Een van de regels die vaak verwijderd worden, is echter het disjunctief syllogisme. Deze regel zegt, dat als je weet dat ofwel A ofwel B waar is, en je bovendien weet dat A niet waar is, je dan mag aannemen dat B waar is. Echter, in de paraconsistente logica wordt nu juist mogelijk gemaakt, dat {\displaystyle \scriptstyle A} en {\displaystyle \scriptstyle \neg A} tegelijk waar zijn, en daarmee is deze regel intuïtief niet geldig meer.

## Toepassingen
Paraconsistente logica's kunnen voor verschillende toepassingen worden gebruikt, waaronder:
- Epistemologie. Wat iemand gelooft is niet altijd consistent. Paraconsistente logica's kunnen worden gebruikt om menselijk denken nauwkeuriger te omschrijven.
- Kunstmatige intelligentie. Beschikbare informatie is niet altijd consistent. Kunstmatig intelligente programma's moeten daarmee om kunnen gaan.